# Фаткуллин, Наиль Фидаиевич
Наиль Фидаиевич Фаткуллин (тат. Наил Фидаи улы Фәткуллин; род. 10 декабря 1954, Зеленодольск, Юдинский район, Татарская АССР, РСФСР, СССР) — советский и российский физик. Доктор физико-математических наук (1995), профессор (2000). Лауреат Государственной премии Республики Татарстан в области науки и техники (2008).

## Биография
Наиль Фидаиевич Фаткуллин родился 10 декабря 1954 года в Зеленодольске Татарской АССР. Отец — Фидаи Нургалеевич (1931—2000), доктор юридических наук (1965), профессор Казанского университета. Брат — Феликс (р. 1957), кандидат философских наук (1985), сотрудник Казанского юридического института МВД России. Интерес к физике появился благодаря дяде, брату отца, Марсу Нургалеевичу (1939—2003), доктору физико-математических наук.
По окончании школы № 131 в 1972 году поступил на физический факультет Казанского государственного университета имени В. И. Ульянова-Ленина, который окончил в 1977 году, а затем поступил аспирантом на кафедру теоретической физики. В 1981 году получил учёную степень кандидата физико-математических наук, защитив диссертацию «К теории спин-решёточной релаксации в молекулярных кристаллах» в Казанском университете под научным руководством Л. К. Аминова. В том же году стал работать ассистентом на кафедре молекулярной физики Казанского университета, где в 1990 году получил учёное звание доцента. В 1995 году там же защитил диссертацию «К теории спин- решёточной релаксации и диффузионного затухания сигнала стимулированного спинового эха в полимерных системах и неоднородных средах», получив степень доктора физико-математических наук. В 2000 году стал профессором. По состоянию на 2022 год работал на кафедре физики молекулярных систем и занимался теоретическими исследованиями, педагогический стаж составляет 41 год.
Является автором ряда научных трудов, монографий, статей, учебников и учебных пособий. Специализируется на теории ядерно-магнитного резонанса и спинового эха, спин-решёточной релаксации, динамике полимерных расплавов, статистической физике и динамике макромолекул. Установил аналогию между методом спинового эха с импульсным градиентом магнитного поля и рассеянием нейтронов. Разработал квантово-статистическую теорию спинового эха в полимерных системах, теорию спиновой диффузии в полимерных расплавах, теорию спин-решёточной релаксации в зацепленных полимерных расплавах. Подготовил нескольких кандидатов наук. В 2008 году удостоен Государственной премии Республики Татарстан в области науки и техники за участие в подготовке цикла работ по развитию градиентного ядерно-магнитного резонанса в исследованиях структуры и динамики сложных молекулярных систем.
Занимает активную жизненную позицию, со времён перестройки придерживается идей демократии и сменяемости власти, участвовал в акциях протеста против путинского режима, регулярно высказывается по различным общественным вопросам, проблемам российского образования. Является подписантом открытых писем против политических репрессий в отношении несогласных с итогами выборов 2019 года в Московскую городскую думу, умаления памяти жертв сталинских репрессий, преследований оппозиционера А. А. Навального и его сторонников. Выступал в поддержку отмены норм о регулировании государством переписки российских учёных с иностранными коллегами, против регламентации просветительской деятельности со стороны государственных структур, с критикой недостаточного финансирования науки и научных работников в России. Деятельность министерства образования и науки России расценивал как деинтеллектуализацию страны, политику государства в отношении научных работников характеризовал как крепостничество, критиковал также местное татарстанское научное руководство, в частности, призывал бойкотировать ЕГЭ для профессоров как унизительную процедуру.
В мае 2022 года, после начала российского вторжения на территорию Украины, подготовил и разослал своим коллегам открытое антивоенное письмо с требованием «немедленно прекратить военные действия в Украине и вывести российские войска за пределы международных признанных границ Украины», указав, что «у власти на протяжении длительного исторического промежутка времени находится одна и та же чекистская хунта», оказавшаяся «не способной решить даже основные базисные вопросы, связанные с благосостоянием граждан России», в связи с чем путинизм в конечном счёте «приведёт Россию к национальной катастрофе», бремя которой ляжет на простых россиян. Спустя несколько дней исполняющий обязанности прокурора Казани Д. А. Хабибуллин вынес Фаткуллину предостережение по поводу того, что письмо «может спровоцировать формирование негативного отношения к проводимой специальной военной операции и послужить толчком в активизации протестной активности среди сотрудников и студентов университета», тогда как учёный совет Казанского университета во главе с исполняющим обязанности ректора Д. А. Таюрским отказал профессору в продлении контракта на дальнейшие пять лет. По некоторым данным, Фаткуллин был уволен именно за подготовку письма, содержимое которого было расценено учёным советом как «неэтичные политические высказывания в адрес правительства», а также заявлено, что «его политические взгляды недостойны его должности и являются позорными для университета». В июне Вахитовский районный суд Казани признал Фаткуллина виновным в «дискредитации» армии (ч. 1 ст. 20.3.3 Кодекса об административных правонарушениях РФ) и оштрафовал его на 15 тысяч рублей за антивоенное письмо, причём дело было заведено по заявлению одного из должностных лиц университета. После увольнения Фаткуллин нашёл другие способы заработка, воспользовавшись обширными международными связями и рядом поступивших предложений.

## Награды
- Государственная премия Республики Татарстан в области науки и техники (2008 год) — за цикл работ «Развитие градиентного ядерно-магнитного резонанса в исследованиях структуры и динамики сложных молекулярных систем»[27].

## Личная жизнь
Сын — Ибрагим (р. 1978), выпускник Казанского университета (2000), аспирант Ренселлеровского политехнического института, магистр наук по прикладной математике (2000), доктор философии по математике (2002), профессор математики Аризонского университета.